# Selaginella fragillima
Selaginella fragillima är en mosslummerväxtart som beskrevs av A. Silv.. Selaginella fragillima ingår i släktet mosslumrar, och familjen mosslummerväxter. Inga underarter finns listade i Catalogue of Life.